# Когнітивно-поведінкова терапія
Когніти́вно-поведінко́ва терапі́я (КПТ) або когніти́вно-біхевіора́льна терапі́я — це комплекс методів лікування психічних розладів (включаючи залежності, психози, депресію та тривожні розлади), що базуються на використанні знань, отриманих з наукової психології. Ці методи лікування дотримуються відносно стандартизованих протоколів. Вони часто оцінюють прогрес пацієнта протягом усього процесу терапії та використовують принципи доказової медицини.
Особливістю КПТ є те, що вона спрямована на подолання труднощів пацієнта «тут і зараз» за допомогою практичних вправ, орієнтованих на спостережувані симптоми, що проявляються через поведінку. Керівництво терапевта спрямоване на втручання в психічні процеси, також знані як когнітивні процеси, свідомі чи несвідомі, які, як вважається, лежать в основі емоцій та їх розладів. Стандартизація практик КПТ сприяла визнанню їхньої ефективності завдяки відтворюваності, що є вимогою наукового підходу. КПТ особливо рекомендується при тривожних розладах (включаючи фобії) і залежностях.
В історії клінічної психології поведінкова та когнітивна течії виникли одночасно в середині 20-го століття. Поведінкові підходи спочатку були спрямовані на модифікацію поведінки, тоді як когнітивні підходи зосереджувалися на переконаннях, репрезентаціях та процесах їх побудови. Ці дві течії іноді конкурували між собою. Однак, починаючи з 1980-х років, історичний розрив між біхевіоризмом і когнітивізмом поступово зменшується в терапевтичній практиці.

## Історія

### Когнітивний підхід: Вплив стоїцизму
Деякі автори демонструють зв'язок між ідеями філософів-стоїків та постулатами когнітивного підходу.
Так, філософ-стоїк Епіктет у своєму «Енхірідіоні» вчить, що «не речі турбують розум людей, а інтерпретації, які вони дають їм». За його словами, ми повинні визначити, що є причиною наших проблем, і змінити наші інтерпретації. Щоб закріпити ці нові інтерпретації, він радить нам піддавати себе впливу того, що є причиною наших проблем, і усвідомлювати їх за допомогою різних щоденних повторюваних вправ. Слідуючи цій логіці, імператор і філософ-стоїк Марк Аврелій у своїх «Медитаціях» записує для себе роздуми й вправи, які він повинен виконувати, щоб досягти стану спокою.
Цей принцип лежить в основі когнітивно-психологічного підходу в консультуванні, як його визначив Альберт Елліс, черпаючи натхнення зі стоїцизму.
За словами Бернарда Грейнджера, хоча аналогії зі стоїцизмом глибокі, особливо з точки зору раціональності, «не слід ставати жертвою ретроспективної ілюзії й не помічати численних точок розбіжності між стоїчною школою і когнітивною терапією. Однією з головних відмінностей є, мабуть, те, що когнітивна терапія має тенденцію бути більш нормативною».

### Від біхевіоризму до терапії
На початку 20-го століття знаменитий експеримент Івана Павлова з класичного обумовлення дав початок біхевіористському напрямку в науковій психології. Якщо спочатку нейтральний стимул, такий як звук дзвоника, пред'являється безпосередньо перед тим, як дати собаці їжу, і повторюється кілька разів, у собаки зрештою починає виділятися слина при одному лише звуці, ще до того, як з'являється їжа; це і є обумовленість. Однак, якщо згодом звук подається кілька разів без їжі, слиновиділення більше не відбувається; це «згасання». Ці явища, які спочатку спостерігалися у тварин, були відтворені на людях. 1920 року Джон Ватсон викликав фобію у дитини, спираючись на цю теорію обумовлення. Ці дослідження продемонстрували намір забезпечити емпіричну основу для теорій і, відповідно, для клінічного підходу в психотерапії шляхом експериментів як на людях, так і, за необхідності, на тваринах.
У 1924 році Мері Ковер Джонс провела перший експеримент з поведінкової терапії. Вона поступово показувала дітям об'єкт, який викликав у них страх, винагороджуючи їх за це, і показувала їм інших дітей, які не боялися. Ця початкова поведінкова терапія була представлена як науковий експеримент. 1953 року Річард Соломон (англ. Richard L. Solomon) формалізував концепцію експозиції, продемонструвавши на собаках, що якщо експозиція досить тривала, фобія зникає.
У 1952 році Джозеф Вольпе, досліджуючи тривожність, запровадив метод лікування, знаний як «систематична десенсибілізація». В основі цього методу лежить принцип реципрокного гальмування, який передбачає викликання психологічного стану, несумісного з тривожним станом під час контакту з фобічним об'єктом. Вольпе черпав натхнення з ранніх експериментів, таких як давання їжі котам, яких раніше викликали тривогу через попереднє обумовлювання. Також у 1953 році Беррус Скіннер поклав оперантне обумовлювання в основу своєї роботи, показавши, як індивіди набувають свою поведінку, обираючи те, що є для них позитивним. Він спробував застосувати це розуміння до освіти.

### Поява нових підходів
Одночасно, між 1950-ми та 1960-ми роками, почали з'являтися нові терапевтичні підходи. Попри певні успіхи в лікуванні неврозів, інші розлади, такі як депресія, виявилися стійкішими до поведінково орієнтованих методів терапії. Альтернативні підходи, зокрема американців Альберта Елліса та Аарона Бека, вирізнялися тим, що використовували поняття, які раніше вважалися занадто «менталістичними», такі як переконання або емоції - Бек згодом створив опитувальник для вимірювання депресії, який використовується і сьогодні, - опитувальник депресії Бека. Дарма що науковий ажіотаж навколо когнітивної революції, клінічні основи цих підходів більше нагадували пошук «третього шляху» між біхевіоризмом і психоаналізом, ніж нові парадигми лабораторної когнітивної психології.
Раціональна терапія, розроблена Альбертом Еллісом з 1953 року, пізніше названа «раціональною емоційною терапією», черпає натхнення зі стоїчної філософії. Вона частково ґрунтується на ідеї, що психологічні розлади відображають дисфункцію мислення або сприйняття світу через помилкові переконання. Тому ця терапія фокусується на сьогоденні, прагнучи змінити мислення, емоційні реакції та поведінку за допомогою розумових вправ і раціоналізації. Замість того, щоб заглиблюватися в минуле, щоб зрозуміти походження розладу, терапія спрямована на зміну цих аспектів. Раціональна емоційна теорія вважається найбільш ранньою формою рішучої когнітивно-поведінкової терапії.
Під впливом Альберта Елліса психіатр Аарон Бек, також незадоволений психоаналізом, розробив власний терапевтичний підхід. На початку 1960-х років зосередившись на депресії, а згодом поширившись на тривожні розлади, Бек ввів термін «когнітивна терапія», посилаючись на концепцію пізнання, що означає психічні процеси, за допомогою яких люди обробляють інформацію у своєму повсякденному житті. Когнітивна терапія чітко відрізнялася від поведінкових методів, оскільки майже повністю зосереджувалася на ментальних процесах, зокрема на тому, що Бек назвав «схемами». Ці ментальні схеми (автоматичні думки, внутрішні монологи) є мішенями, на які терапевт прагне вплинути разом з пацієнтом.

### Когнітивно-поведінковий синтез
У 1961 році Альберт Бандура продемонстрував, що якщо 2,5-річні діти бачили, як дорослі погано поводяться з лялькою, а потім ці дорослі йдуть, діти імітують цю агресивну поведінку. Імітація спрацьовувала, навіть якщо поведінка, яку імітували, не спостерігалася безпосередньо, а лише знімалася на відео. 
У 1965 році Теодоро Айлон і Натан Азрін розробили жетонну терапію (з використанням винагород) для хворих на шизофренію. Хоча цей метод не міг вилікувати психоз, він дозволяв навчити пацієнтів виконувати прості завдання, щоб полегшити їхні страждання, враховуючи ступінь їхньої маревної поведінки, наприклад, одягатися чи прибирати у своїй кімнаті. Така економіка жетонів була широко впроваджена в державній психіатричній лікарні Камарілло в Каліфорнії. Жетони «використовувалися як валюта в різних місцях: пекарні, продуктовому магазині, кафетерії [...] Також були створені кредитні картки, завантажені жетонами». Психологу Реймонду Ульмеру (англ. Raymond A. Ulmer) було доручено розробити цю високоінноваційну програму. Він працював заступником директора Програми модифікації поведінки з 1969 по 1972 рік у лікарні Камарілло. У програмі, яка тривала п'ять років у Камарілло, були задіяні психіатр на повну ставку, психолог на повну ставку, двадцять медсестер і соціальний працівник на неповну ставку, порівняно з двома роками в більшості інших лікарень, що впроваджували токенову економіку в той самий період. Однак цього було недостатньо, щоб впоратися з організаційними та логістичними проблемами. Щоб заручитися підтримкою та ентузіазмом медперсоналу, Теодоро Айлон і Натан Азрін запропонували позитивне підкріплення у вигляді підвищення заробітної плати або скорочення робочого часу. Через нестачу персоналу колишні пацієнти були «завербовані» для допомоги новим учасникам програми. За словами психіатра Роберта Лібермана (англ. Robert Liberman), «навчання персоналу послідовно займати належну позицію по відношенню до пацієнтів іноді вимагало нездоланних зусиль». Ульмер також застерігав від покарань, які іноді посилювали поведінку, призначену для покарання, посилаючись на випадок пацієнта, який, як повідомлялося, став кричати ще голосніше після того, як його покарали за крик. Однак використання рівних помічників створило проблему: в обмін на додаткові винагороди (окремі палати, привілеї на більш раннє звільнення тощо) пацієнти, які досконально засвоїли правила програми, повідомляли про складніших пацієнтів. Це призводило до виникнення системи інформаторів, створювало напруженість серед пацієнтів, що не сприяло спокою та психосоціальній реабілітації.
У 1970 році Маркс, який розрізняв прості та соціальні фобії, теоретично обґрунтував концепцію занурення: ідея полягала в тому, щоб безпосередньо зіштовхувати пацієнта зі все більш жахливими ситуаціями для усунення тривоги, а не поступово викривати їх.
До 1980-х років раціональна емоційна терапія Елліса і особливо когнітивна терапія Бека набули популярності в клінічній психології і стали фундаментальними теоретичними основами в клінічних дослідженнях. Однак поведінкові методи, з якими вони часто стикалися в клінічних випробуваннях, поступово злилися з цими переважно когнітивними підходами, породивши справжні «когнітивно-поведінкові терапії», націлені на такі стани, як панічний розлад.
КПТ є психотерапією, яка найбільше піддається оцінці з точки зору доказової медицини, демонструючи найвищу ефективність в рамках цієї системи. Крім того, вони пропонують теоретичну основу, яка підтримує різною мірою прямі зв'язки з концепціями наукової психології, а останнім часом і з когнітивною нейронаукою.

### Нові моделі
На початку 2010-х років сфера когнітивно-поведінкової психотерапії залишалася дуже активною. Продовжували з'являтися нові моделі, такі як терапія прийняття та прихильності (ТПтР) Стівена Гейса, спрямована на відновлення психологічної гнучкості пацієнтів, та когнітивна терапія, заснована на усвідомленості (КТНОУ), що використовує медитацію. Остання виявилася ефективною в управлінні стресом і запобіганні рецидивам депресії (настільки ж ефективною, як і лікування антидепресантами в запобіганні рецидивам депресії).
Деякі автори пропонують називати ці нові методи терапії «третьою хвилею» КПТ після поведінкової та когнітивної (і когнітивно-поведінкової) хвиль. Ця третя хвиля характеризується прийняттям тривожних думок, а не уникненням їх, і використанням медитативних технік. Однак ця термінологія ще не набула консенсусу серед прихильників класичної КПТ. Ці техніки роблять сильний акцент на тому, щоб бути присутнім у теперішньому моменті. Вони мають спільний підхід з іншими видами КПТ (чіткий і стандартизований підхід, тісно пов'язаний з когнітивною нейронаукою), що полегшує їх вивчення.
З середини 1990-х років, завдяки розвитку комп'ютерних технологій, технології віртуальної реальності почали використовуватися в психотерапевтичних умовах для відтворення віртуальних ситуацій, з якими можуть зіткнутися пацієнти. Ці техніки віртуального занурення досліджуються для лікування фобічних розладів.
Крім того, нині[коли?] зростає інтерес до міжнародних досліджень когнітивних упереджень, частково завдяки роботі Деніела Канемана, лауреата Нобелівської премії з економіки 2002 року. Ці дослідження ведуть до нових застосувань у когнітивній та поведінковій психотерапії (а також у коучингу та особистісному розвитку).

## Терапевтичні принципи
При тривожних розладах поведінкова терапія працює через вплив на ситуації, що поступово загострюються і провокують тривогу. Наприклад, у випадку арахнофобії пацієнта просять оцінити різні ситуації, в яких він може зіткнутися з павуками, за шкалою від 0 до 100. Потім пацієнт поступово потрапляє в ситуації від найменш тривожних до найбільш тривожних. Наприклад, пацієнт може почати з того, що уявить собі павука, потім подивиться на зображення павуків, доторкнеться до контейнера з павуком всередині і, зрештою, доторкнеться до самого павука. Паралельно він вчиться керувати фізіологічними проявами страху за допомогою вправ на розслаблення. Когнітивна терапія впливає на думки пацієнта, які демонструють когнітивні викривлення (наприклад, надмірний страх бути зараженим хворобою може бути подоланий за допомогою інформації про конкретну хворобу та оцінки реальних ризиків).
Когнітивна терапія, особливо після роботи Бека, з'явилася як необхідне доповнення до чисто поведінкових підходів, наголошуючи на значенні підсвідомих мисленнєвих патернів людини і на тому, як дисфункціональні патерни можуть генерувати та/або увічнювати різні психічні розлади. Когнітивна терапія не відрізняється за методологією від поведінкової терапії, дотримуючись вимог ефективності та статистичної оцінки. Успіхи в лікуванні депресивних станів за допомогою когнітивних методів породили надію, що цей підхід може бути корисним і для інших патологій, і в 2010-х роках кілька дослідників працювали над застосуванням цього підходу до ширшого кола патологічних станів, включаючи розлади настрою, тривожні стани, особистісні розлади та психози. Докази ефективності при цих показаннях наразі складніше отримати.
На практиці терапевти, які володіють цими методами, поєднують поведінкові та когнітивні підходи в рамках єдиної терапевтичної структури для підвищення ефективності. Як результат, цей підхід зазвичай називають когнітивно-поведінковою терапією (КПТ).

### Процес
Когнітивно-поведінкова терапія (КПТ) — це «активна терапія»: психотерапевт взаємодіє з пацієнтом, надає інформацію, пропонує техніки, підказки тощо. Деякі з цих технік включають експозицію (уявну, терапію віртуальної реальності або in vivo), релаксацію, формування, моделювання, когнітивну реструктуризацію.
- Оцінка перед лікуванням: функціональний аналіз. Складається з двох вимірів:
  - Якісний: визначення обставин, за яких виникла проблема, виявлення пускових факторів, а також тих, що сприяють її підтримці. Різні сітки, такі як BASIC ID Арнольда Лазаруса або сітка SECCA, полегшують цей аналіз.
  - Кількісний: щоб оцінити еволюцію труднощів пацієнта під час лікування, їх необхідно виміряти заздалегідь. Наприклад, у людини, яка страждає на обсесивно-компульсивний розлад (ОКР), пов'язаний з миттям, терапевт може оцінити час, проведений в душі, та інші показники, щоб встановити базовий рівень ОКР пацієнта. У розпорядженні терапевта є численні клінічні шкали.
- Терапевтичний контракт: у ньому описується, як пацієнт і терапевт будуть продовжувати терапевтичні зміни. Цілі є прогресивними.
- Застосування програми: це робиться в темпі пацієнта, з можливістю регулювання кроків.
- Оцінка результатів: когнітивний терапевт і пацієнт оцінюють результати терапії. Порівняння початкової та кінцевої оцінки вказує на успішність терапії. Якщо розглядаються нові цілі, на основі цієї оцінки може бути розглянута нова терапія.

На відміну від психодинамічної психопатології, когнітивно-поведінкова терапія не розглядає симптоми, пов'язані з несвідомим, інфантильною сексуальністю та правдою про себе. Вони зосереджуються на зміні поведінки та думок. Хоча вони можуть інтегрувати аспекти суб'єктивної історії пацієнта через дослідження його когніцій та емоцій, це включення має на меті «виправити» їх, щоб змінити поведінку та вчинки. Мета полягає не в тому, щоб суб'єкт зрозумів своє психічне життя (сам по собі гіпотетичний об'єкт). Натомість метою є вербалізація та інвентаризація суб'єктом своїх думок (когніцій) та поведінки перед обличчям конкретної проблемної ситуації (тривоги, фобії), щоб модифікувати дисфункціональні патерни, які керують поведінкою.
Таким чином, кожна терапія починається з детального поведінкового аналізу, щоб прийти до кількісної гіпотези про те, як сформувався симптом і які наслідки він спричинив. Фактична терапія використовує перевірені та відтворювані методики для різних пацієнтів. На кожному етапі терапії пацієнта оцінюють і проводять самооцінку, а початкова гіпотеза може бути знову обговорена. В ідеалі, успіх терапії передбачає модифікацію дисфункціональних патернів і зумовленості, що викликали страждання пацієнта, які були попередньо об'єктивізовані через збір набору проявів, що викликають суб'єктивний і значний дистрес. На відміну від психоаналізу, кінцева точка якого ніколи не може бути визначена з самого початку пацієнтом, оскільки він спрямований на розуміння його «психічного життя» і вихід за межі симптому, кінець КПТ може бути легко визначений як пацієнтом, так і терапевтом, за умови, що вони дотримуються початкового контракту.

### Оцінка та застосування
Психічні розлади, для яких ефективність КПТ підтверджена: агорафобія, панічні атаки, панічний розлад, тривожні розлади, фобії, посттравматичний стресовий розлад, гострий стресовий розлад, обсесивно-компульсивний розлад, амбулаторна депресія помірної інтенсивності, депресія в осіб похилого віку та госпіталізованих осіб, профілактика суїцидів, біполярний розлад, пограничний розлад особистості у жінок, синдром хронічної втоми, психоз, безсоння, алкоголізм або зловживання психоактивними речовинами, нервова анорексія та булімія.
Він також продемонстрував ефективність в управлінні певними фізичними станами, такими як шум у вухах і запаморочення.
Можна використовувати декілька технік, які включають: зупинка думки, самоконтроль, самоспостереження, біологічний зворотний зв'язок, континуум, контроль стимулів, контроль дихання, декатастрофізація, децентрація, кероване відкриття, систематична десенсибілізація (див. експозиція), економія жетонів, тренінг соціальних навичок, експозиція, зворотний зв'язок, стрілка вниз, сенсорне фокусування, управління в надзвичайних ситуаціях, рольові ігри, моделювання, модифікація самовираження, модифікація дезадаптивних ранніх схем, профілактика рецидивів, профілактика реагування, когнітивна репетиція, вирішення проблем, когнітивна реструктуризація, домашні завдання, прихована сенсибілізація та техніка «стоп-старт» або «стиснення».

## Критика
Критики КПТ стверджують, що вона не є адекватною у вирішенні першопричин психологічних страждань:
- Дотримання стандартизованих критеріїв успіху: КПТ часто спрямована на симптоми в буквальному сенсі, і досягнення видимого придушення симптому в конкретній меті не обов'язково означає, що основні причини зникли. Існує також припущення, що КПТ може іноді призводити до заміщення симптомів. Однак аналіз публікацій, починаючи з 1980-х років і до появи когнітивного підходу, показує, що стандартизованих критеріїв не існує. Оцінки допомагають перевірити поліпшення певних симптомів, таких як тривога, але вони не визначають критерії успіху. Крім того, лікування першопричин шукають через роботу над мисленнєвими патернами, які породжують симптоми. Ці критичні зауваження більше стосувалися суто поведінкових практик, але з розвитком когнітивного підходу вони стали дискусійними.
- Відсутність персоналізованої перспективи пацієнта: Деякі психоаналітики нарікають на відсутність розуміння пацієнта як унікального суб'єкта. Дотримуючись стандартизованих протоколів, вони стверджують, що КПТ ігнорує «людський вимір пацієнта». Це характерна риса психоаналітичного підходу, в якому пацієнт розуміється як суб'єкт несвідомого, без урахування унікальності особистості. Однак ця критика також є спірною. Стандартизовані протоколи дійсно були присутні в чистому біхевіоризмі, але вони відсутні в когнітивному підході, який адаптується до схем і когніцій кожної людини, уникаючи пастки стандартизації.